# Diamante
Diamante község (comune) Olaszország Calabria régiójában, Cosenza megyében.

## Fekvése
A Tirrén-tenger partján, Calabria nyugati partvidékén, a Riviera dei Cedrin (Citrus-riviéra), Cosenzától 78 km-re északra fekszik. Határai: Belvedere Marittimo, Buonvicino, Grisolia és Maierà.

## Története
Első említése a 16. század elejéről származik, amikor megépítették erődítményét.

## Népessége
A népesség számának alakulása:

## Gazdasága
Mezőgazdaságának jelentős terménye a cédrátcitrom (Citrus medica), amelynek gyümölcsét főként a cukrászatban és likőrök készítéséhez használják. A cédrátcitrom ezenkívül a zsidó szukkót négy különböző növényből készült ünnepi csokrának egyike, ezért a rabbik a termés kb. egyötödét felvásárolják.

## Főbb látnivalói
- Paprika-fesztivál (Peperoncino Festival) szeptemberben.
- A házak homlokzatát több mint 160 falfestmény (murales) díszíti, amelyeket az 1980-as évek elejétől kezdtek festeni.
- Madonna dell'Immacolata-templom